# Catholic Relief Services
Catholic Relief Services (CRS) — міжнародна гуманітарна організація католицької спільноти у Сполучених Штатах. Заснована в 1943 році єпископами Сполучених Штатів, агенція надає допомогу 130 мільйонам людей у більш ніж 110 країнах та територіях в Африці, Азії, Латинській Америці, на Близькому Сході та у Східній Європі.
Як член Карітас Інтернаціоналіс, всесвітньої мережі католицьких гуманітарних агенцій, CRS надає допомогу під час надзвичайних ситуацій і допомагає людям у країнах, що розвиваються, долати цикл бідності через ініціативи сталого розвитку на рівні громад, а також миробудування. Допомога надається виключно на основі потреби, без урахування раси, віросповідання чи національності. Штаб-квартира Catholic Relief Services знаходиться в будівлі Stewart's Department Store у Балтиморі, штат Меріленд, тоді як численні польові офіси функціонують на п'яти континентах. У CRS працює близько 5000 співробітників по всьому світу. Агенцією керує рада директорів, що складається з 13 священнослужителів (переважно єпископів) та 10 мирян.
Згідно з рейтингом Forbes, входить до 100 найбільших благодійних організацій США за доходом — знаходилася на 24-й сходинці у 2023 році ($1445 млн доходу).

## Історія
Спочатку організація була заснована під назвою War Relief Services, а її первинною метою  була допомога біженцям з охопленої війною Європи. Сукупність подій у середині 1950-х років — завершення колоніального правління в багатьох країнах, постійна підтримка католицької спільноти Америки та наявність продовольчих і фінансових ресурсів від уряду США — допомогли CRS розширити свою діяльність. У 1955 році її назва була офіційно змінена на Catholic Relief Services, і протягом наступних 10 років вона відкрила 25 програм у країнах Африки, Азії, Латинської Америки та Близького Сходу. В Азії CRS постачала продовольчі пайки військовим силам Республіки В'єтнам. Виконавчим директором CRS у цей період (1947–1976) був єпископ Едвард Е. Свонстром. Одним із ключових працівників допомоги в ті перші роки був отець Фабіан Флінн, CP, який керував їхньою діяльністю в Німеччині, Австрії та Угорщині.
У середині 1990-х років CRS пройшла через значну інституційну трансформацію. У 1993 році керівники CRS розпочали стратегічне планування, щоб уточнити місію та ідентичність організації. Незабаром після цього, різанина в Руанді 1994 року, під час якої було вбито понад 800 000 людей, змусила співробітників CRS переоцінити, як вони реалізують свої програми допомоги та розвитку, особливо в регіонах, де відбуваються або існує високий ризик етнічних конфліктів. Після періоду інституційного осмислення CRS прийняла бачення глобальної солідарності та включила орієнтований на справедливість підхід у всі свої програми, використовуючи як керівництво Католицьке соціальне вчення.[джерело?]

## Реакція на надзвичайні ситуації

### Ураган «Марія»
У вересні 2017 року CRS відреагувала на руйнівні наслідки урагану «Марія», урагану 5 категорії, що обрушився на кілька карибських островів, забравши життя понад 3 000 людей і завдавши збитків на суму понад 91 мільярд доларів США. Ураган «Марія», який вдарив менш ніж через два тижні після урагану «Ірма», досяг острова Домініка з вітрами на швидкості до 160 миль на годину. Одразу після катастрофи CRS разом із партнерами Caritas розподілила 7 000 наборів з продуктами та засобами гігієни для родин на Кубі та понад 1 700 наборів для родин у Домініканській Республіці. Як міжнародна гуманітарна агенція Католицької Церкви США, CRS зосередила свої зусилля з надання допомоги в Домініканській Республіці, на Кубі та на Антильських островах, тоді як її сестринська організація, Catholic Charities, направила допомогу постраждалим у Сполучених Штатах та їхніх територіях, включаючи Пуерто-Рико та Американські Віргінські острови.[джерело?]

### Тайфун «Мангхут»
Більше 600 000 людей на Філіппінах постраждали від тайфуну «Мангхут», який обрушився на острів у вересні 2018 року. Майже 1,6 мільйона фермерів і рибалок постраждали від бурі, а країна втратила від 80 до 90% посівів рису та кукурудзи. Віддалені села були важкодоступними через завали та зсуви. CRS надала таблетки для очищення води та каністри для сімей, які перебували в евакуаційних центрах у Бенґет. Також було зосереджено увагу на наданні аварійного житла, гігієнічних наборів та грошових переказів для тих, хто найбільше цього потребував. У партнерстві з Caritas Philippines CRS значно інвестувала в зменшення ризиків стихійних лих і підготовку громад.

### Землетрус і цунамі на Сулавесі 2018 року
Наприкінці вересня 2018 року землетрус магнітудою 7,5 вразив острів Сулавесі, Індонезія, викликавши цунамі, яке обрушилося на місто Палу. Унаслідок цих двох подій загинуло понад 4 300 осіб, було пошкоджено понад 70 000 будинків, залишивши тисячі людей без даху над головою. Після початкового впливу землетрусу і цунамі телефонні лінії були пошкоджені, а місцевий аеропорт — зруйнований, що ускладнило оперативну відповідь гуманітарних організацій, таких як CRS. Коли співробітники CRS змогли безпечно дістатися важкодоступних районів країни, разом із Caritas Indonesia вони зосередили свої зусилля на постачанні їжі, чистої води, предметів домашнього вжитку та аварійного житла. Більш ніж 6 000 родин спочатку отримали ці аварійні набори. Частина допомоги CRS була спрямована на надання грошової допомоги місцевим родинам, що дозволило їм купувати необхідні речі, а також підтримувати місцевий бізнес, який продовжував працювати під час кризи.

### Циклони «Ідай» та «Кеннет»
На початку 2019 року Південна Африка постраждала від двох циклонів: «Ідай» у березні та «Кеннет» у квітні. У сукупності загинуло понад 1 300 осіб, а збитки склали понад 2,3 мільярда доларів США. Циклони вдарили по регіонах Південної Африки, які вже страждали від посухи, а потім від сильних дощів і повеней. Циклон «Ідай» затопив понад 407 000 акрів сільськогосподарських угідь у Мозамбіку, що погіршило продовольчу кризу в країні. Після удару циклону CRS і місцеві церковні партнери забезпечили надання аварійного житла в найбільш постраждалих районах, а також розподілили засоби гігієни та чисту воду. Циклон «Кеннет» вдарив менше ніж за місяць, зруйнувавши цілі села й залишивши понад 150 000 людей у Мозамбіку без даху над головою. Другий циклон посилив і без того небезпечну ситуацію, оскільки більшість запасів для надання допомоги вичерпалися після удару циклону «Ідай». Незважаючи на це, CRS разом із місцевими урядами Мозамбіку надавала аварійне житло, їжу та інші життєво необхідні засоби сім'ям у місті Пемба.

### Війна в Україні
Після початку Російсько-української війни у 2014 році CRS надавала підтримку Карітас України, українській католицькій некомерційній та гуманітарній організації, у її зусиллях з надання екстреної допомоги. Згідно з річним звітом Карітас України за 2014 рік, CRS надала 653 тисячі євро для підтримки гуманітарних заходів в Україні в тому році. У 2022 році ця підтримка значно зросла. CRS виділила 14,1 мільйона євро на зусилля Карітас України для допомоги громадам, що постраждали від загострення конфлікту.
CRS також уклала грантову угоду з Банком розвитку Ради Європи (БРРЄ) на суму 2 мільйони євро для підтримки ремонту житла для понад 500 вразливих домогосподарств у регіонах України, постраждалих від війни.

### Інші заходи
CRS також реагувала на низку масштабних глобальних катастроф, включно з землетрусом і цунамі в Індійському океані 2004 року, землетрусом на Гаїті 2010 року, тайфуном Хайян, землетрусом у Непалі 2015 року, землетрусом в Еквадорі 2016 року і ураганом Метью. Вона продовжує надавати допомогу під час поточних міжнародних криз, таких як Сирійська криза біженців і криза в Центральноафриканській Республіці.[джерело?]